# Thomas Greene (Gouverneur)
Thomas Greene  (* 27. März 1610 in Bobbing, Kent, England; † 20. Januar 1652 im Saint Mary’s County, Maryland) war ein englischer Kolonialgouverneur der Province of Maryland.

## Leben
Thomas Greene war ein jüngerer Sohn von Sir Thomas Greene, Gutsherr von Bobbing in Kent, aus dessen Ehe mit Margaret Webb, Tochter des Thomas Webb, Gutsherr von Frittenden in Kent. Im November 1633 nahm er unter seinem Jugendfreund Leonard Calvert auf den Schiffen Ark und Dove an dessen Expedition teil, die im März 1634 die neue Province of Maryland erreichte. Damit gehörte er zu den ersten Siedlern in der Kolonie, die sich im Besitz der Barons Baltimore aus der Familie Calvert befand. Er beteiligte sich am Aufbau der damaligen Hauptstadt St. Mary’s City und ließ sich dort nieder. Er war 1633 von nur zweien seiner Diener begleitet worden, Anan Benham und Thomas Cooper. Ende 1634 kam ein weiterer Diener nach Maryland nach. 1638 folgten seine Gattin und 1644 zwei seiner Söhne. In der Kolonie betätigte er sich als Pflanzer und stieg er bald zu einem einflussreichen Politiker auf. Er wurde Mitglied im kolonialen Regierungsrat (colonial council) und Richter am Provinzgericht. In der mehrheitlich von Katholiken bewohnten Kolonie nahm er eine moderate Haltung ein, indem er sich zur Toleranz gegenüber anderen Konfessionen bekannte. Damit stand er im Gegensatz zum radikalen katholischen Flügel. Er selbst war Katholik.
Im Jahr 1647 wurde Thomas Greene von dem sterbenden Gouverneur Leonard Calvert zu dessen Nachfolger bestimmt. Das bot sich auch schon deshalb an, weil Greene einer der wenigen noch verfügbaren frühen Siedler der Kolonie war und damit von Grund auf mit deren Problemen vertraut war. In seiner bis zum Jahr 1649 währenden Amtszeit verstärkte er die Miliz, um Indianerangriffen besser begegnen zu können, aber auch um auf Übergriffe aus anderen englischen Kolonien, wie sie Anfang der 1640er Jahre aus Virginia stattgefunden hatten, besser vorbereitet zu sein. Auf der anderen Seite gab es auch Spannungen zwischen den Konfessionen, die unter anderem auch von den Ereignissen des Englischen Bürgerkriegs beeinflusst waren. Vor diesem Hintergrund wurde 1649 das Maryland-Toleranz-Gesetz verabschiedet.
Im Jahr 1649 wurde Thomas Greene von Cæcilius Calvert, 2. Baron Baltimore, dem Eigentümer der Kolonie, als Gouverneur abgesetzt und durch William Stone ersetzt. Greene wurde aber zu dessen Stellvertreter berufen. In Reaktion auf das Maryland-Toleranz-Gesetz kam es zu erneuter Rebellion in der Provinz, Puritaner rissen die Macht in Maryland an sich. Erst im Jahr 1657 wurde Calvert wieder in seine Rechte als Eigentümer der Kolonie eingesetzt. Zu diesem Zeitpunkt war Thomas Greene bereits seit fünf Jahren tot. Er starb am 20. Januar 1652.

## Ehen und Nachkommen
Thomas Greene war dreimal verheiratet, in erster Ehe seit vor 1633 mit Ann Cox, in zweiter Ehe seit 1643 mit Millicent Browne und in dritter Ehe seit 1647 Winifred Seyborn, Witwe des Nicholas Harvey. Er hatte zwei Söhne aus erster Ehe, Thomas Greene (1635–um 1665) und Leonard Greene (1637–1688), sowie zwei Söhne aus zweiter Ehe, Robert Greene (1646–1716) und Francis Greene (1648–1707). Seine Witwe Winifred heiratete nach seinem Tod Robert Clarke (um 1611–1664).